# Катеринівка (Баштанський район)
Катери́нівка — село в Україні, у Привільненській сільській громаді Баштанського району Миколаївської області. Населення становить 56 осіб.

## Географія
У селі Балка Вовча впадає у річку Громоклію.

## Історія
у 2020 році, село увійшло до новоутвореної Привільненської сільської територіальної громади, до цього органом місцевого самоврядування була Кашперо-Миколаївська сільська рада.

## Населення
Згідно з переписом УРСР 1989 року чисельність наявного населення села становила 78 осіб, з яких 31 чоловік та 47 жінок.
За переписом населення України 2001 року в селі мешкало 56 осіб.

### Мова
Розподіл населення за рідною мовою за даними перепису 2001 року:
| Мова       | Відсоток |
| ---------- | -------- |
| українська | 89,29 %  |
| російська  | 7,14 %   |
| болгарська | 1,79 %   |
| молдовська | 1,79 %   |